# Université publique

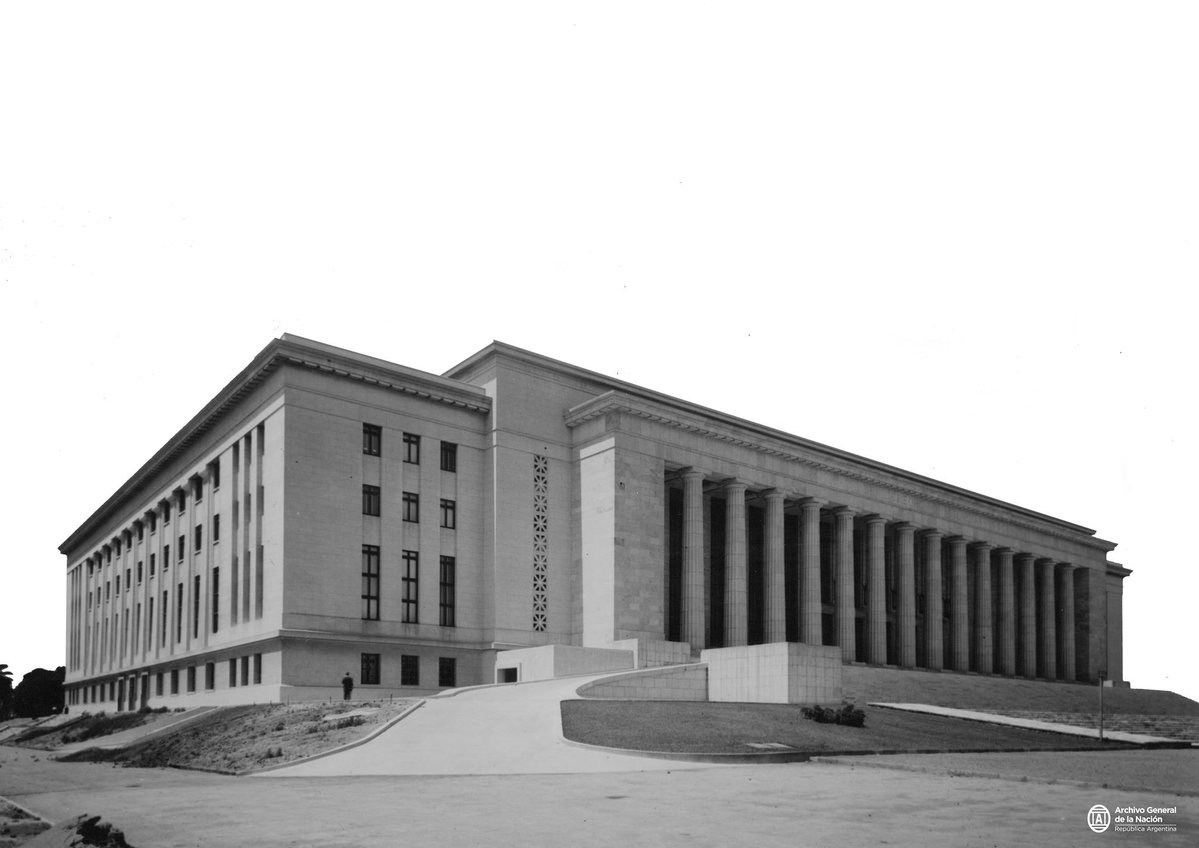
L'Université de Buenos Aires est une université publique en Argentine.

Une université publique est une université appartenant à l'État ou qui reçoit des fonds publics importants par l'intermédiaire d'un gouvernement national, territorial ou régional, par opposition à une université privée. La question de savoir si une université nationale est considérée comme publique varie d'un pays (ou d'une région) à l'autre, en grande partie en fonction du paysage éducatif spécifique.

## Afrique

### Égypte

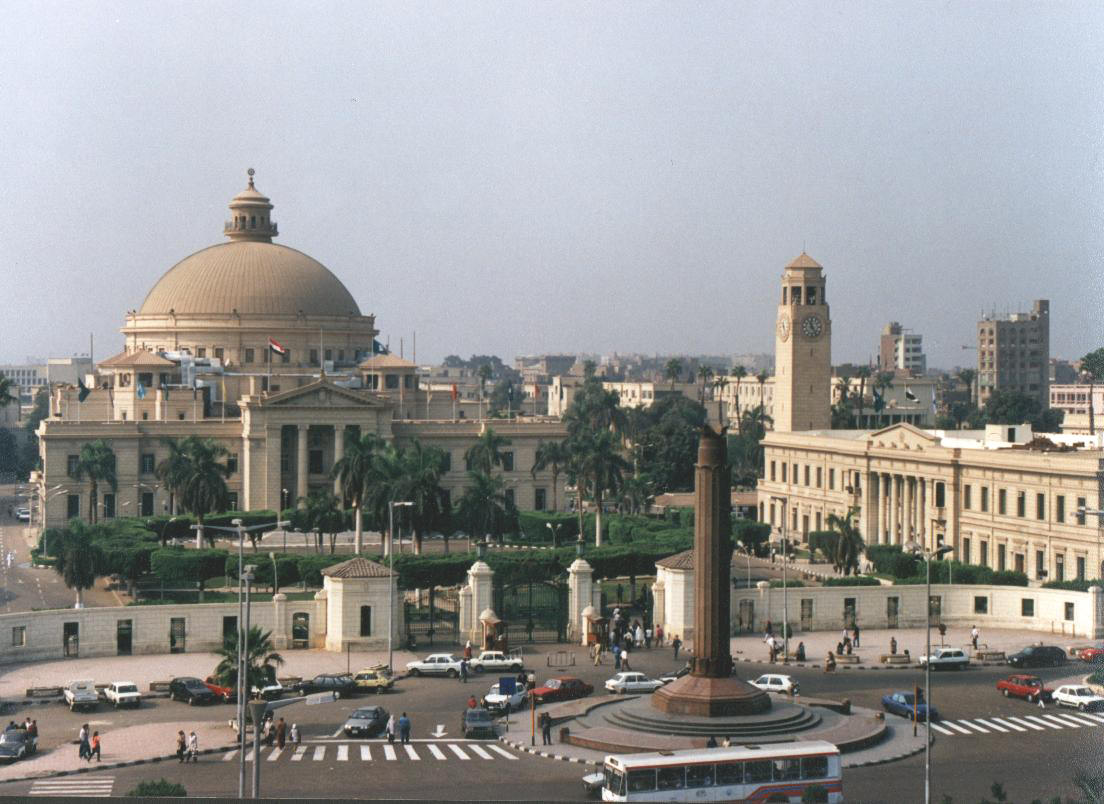
L'Université du Caire, premier modèle historique des universités d'État égyptiennes

En Égypte, l'Université Al-Azhar fut fondée en 970 apr. J.-C. en tant que madrassa (école coranique), ce qui en fait l'une des plus anciennes institutions d'enseignement supérieur au monde, Devenant formellement une université en 1961, elle fut suivie par de nombreuses universités publiques au XXe siècle, telles que l'Université du Caire (1908), l'Université d'Alexandrie (1912), l'Université d'Assiut (1928), l'Université Ain Shams (1957), l'Université Helwan (1959), l'Université Beni-Suef (1963), Université Benha (1965), l'Université Zagazig (1978) et l'Université du canal de Suez (1989), où les frais de scolarité sont entièrement subventionnés par l'état.

### Kenya
Au Kenya, le ministère de l'Éducation contrôle toutes les universités publiques. Les étudiants sont inscrits après avoir terminé le système d'éducation « 8-4-4 », et après avoir obtenu une note de « C + » ou meilleure.
Les étudiants qui répondent aux critères déterminés chaque année par le Service central de placement des universités et collèges du Kenya (KUCCPS) reçoivent une bourse du gouvernement, dans le cadre de leurs frais universitaires ou collégiaux. Ces étudiants sont également éligibles à un prêt à faible taux d'intérêt du Conseil des prêts à l'enseignement supérieur, prêt qu'ils sont censés rembourser après avoir terminé leurs études supérieures.

### Nigeria
Au Nigéria, les universités publiques peuvent être créées à la fois par le gouvernement fédéral et par les gouvernements d'États.

### Afrique du Sud
L'Afrique du Sud compte 26 établissements d'enseignement supérieur publics, classés comme université traditionnelle ou université polyvalente (dispensant une formation théorique et professionnelle).

### Tunisie
En Tunisie, le ministère de l'Enseignement supérieur et de la Recherche scientifique contrôle toutes les universités publiques.
Pour la gestion de certaines universités, le ministère de l'Enseignement supérieur se coordonne avec d'autres ministères comme : le ministère de la Santé publique ou le ministère des Technologies de l'information et de la Communication. L'admission dans une université publique en Tunisie est assurée après avoir réussi le baccalauréat tunisien : les étudiants sont classés selon un score de formule basé sur leurs résultats au baccalauréat. Ensuite, les étudiants établissent une liste de souhaits avec les universités qu'ils souhaitent fréquenter sur un site Web d'État dédié à l'orientation. Ainsi, les étudiants de haut rang ont la priorité de choisir.

## Asie

### Bangladesh

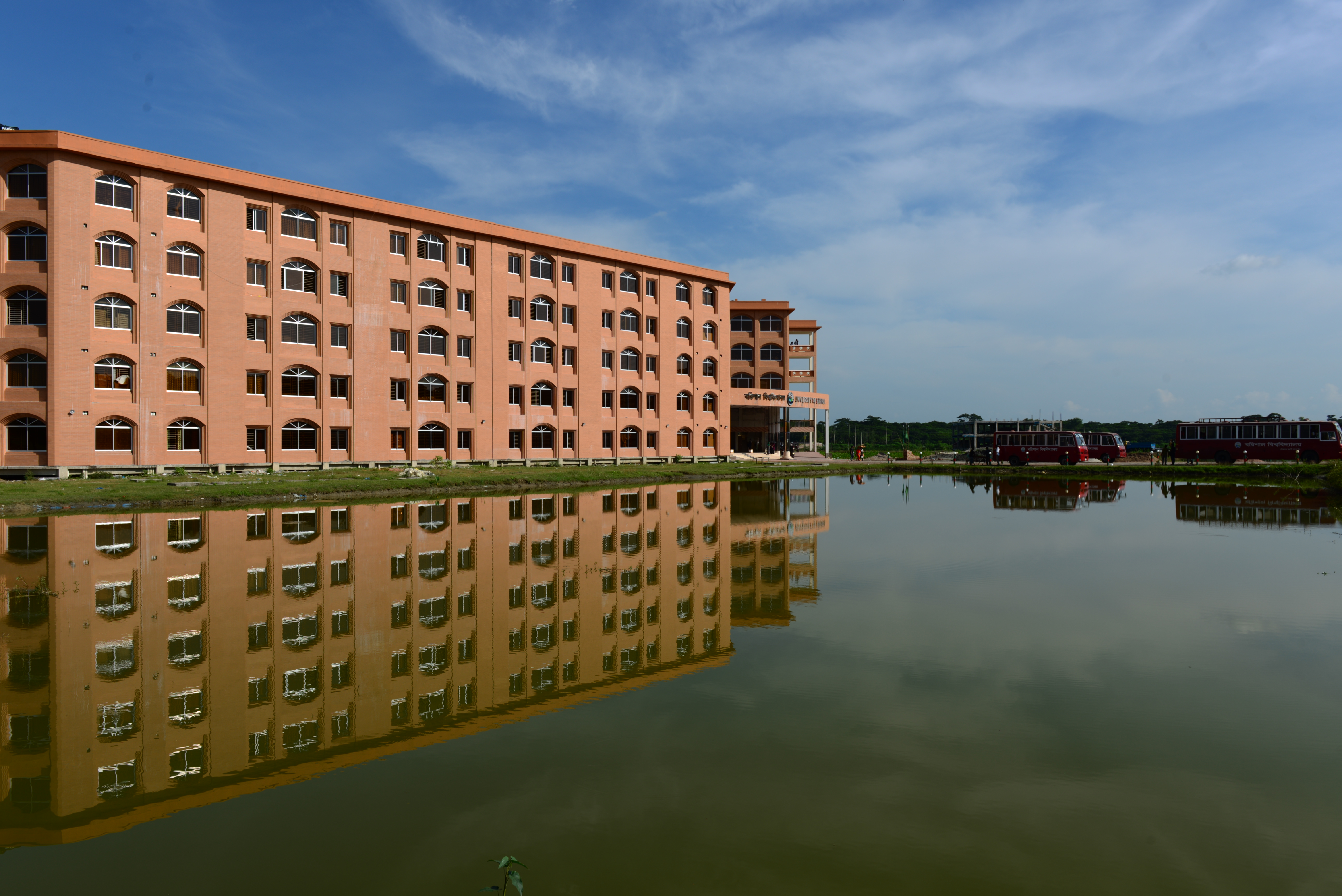
Vue de face de l'Université Barishal à Barishal, Bangladesh

Il existe 40 universités publiques au Bangladesh. Les universités ne traitent pas directement avec le gouvernement, mais avec la University Grants Commission, qui représente le gouvernement.
Dans une vague de libéralisation du marché de l'éducation dans le pays et afin de soulager un secteur public défaillant, de nombreuses universités privées ont été créées en vertu de la loi de 2010 sur les universités privées qui régit la procédure de fonctionnement et les questions académiques des universités privées du Bangladesh.

### Brunei
Presque toutes les universités du Brunei sont des universités publiques.

### Chine

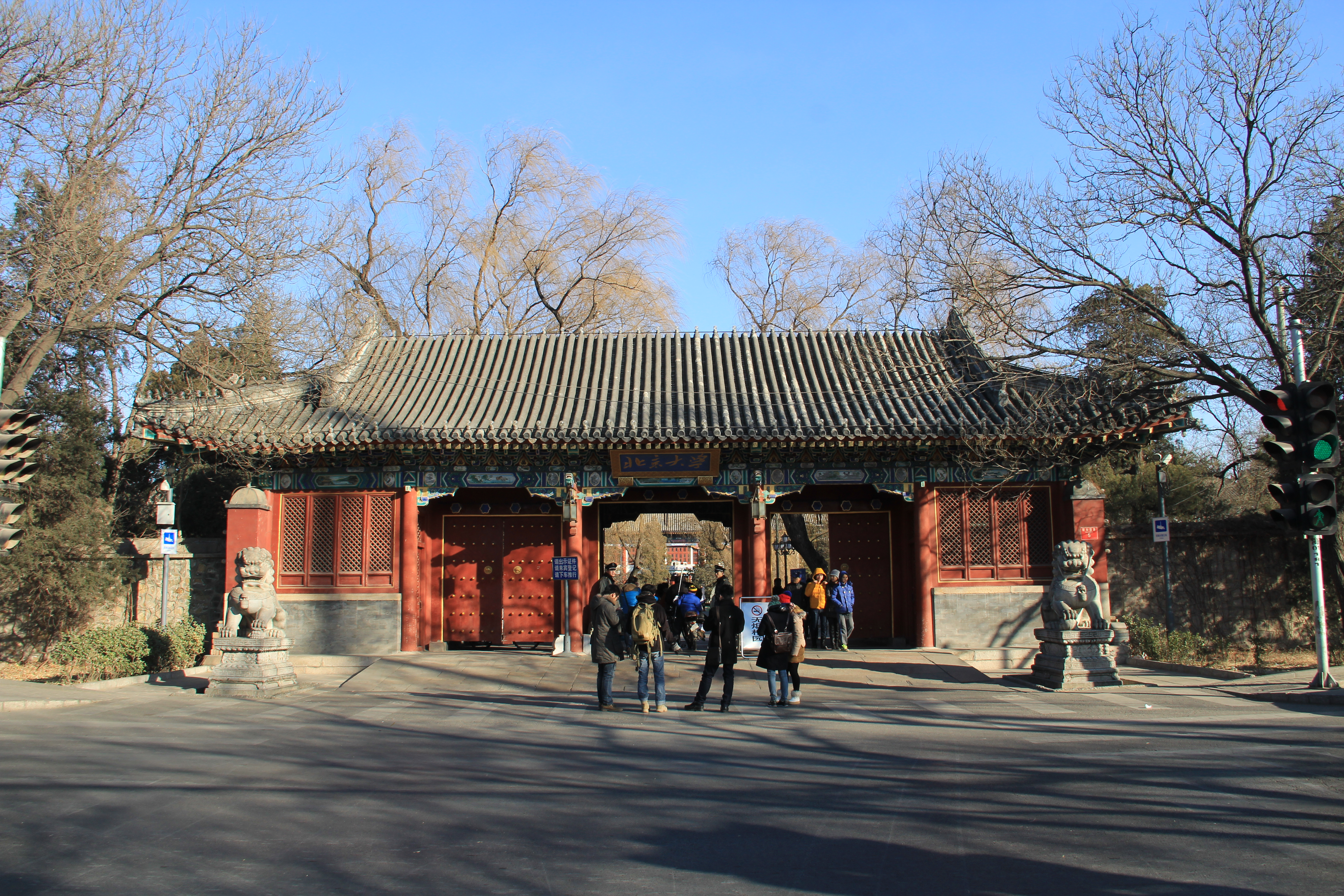
Porte ouest de l'Université de Pékin

En Chine continentale, presque toutes les universités et instituts de recherche sont publics et actuellement, tous les centres importants et significatifs d'enseignement supérieur du pays sont administrés publiquement (par des membres du Parti Communiste).
Les universités publiques sont généralement dirigées par les gouvernements provinciaux ; il existe également des cas où les administrations municipales administrent les universités. Certaines universités publiques sont nationales et sont directement administrées par le gouvernement central.
Il existe des collèges privés de premier cycle, qui sont pour la plupart des collèges professionnels parrainés par des entreprises privées. La majorité de ces universités ne sont pas autorisées à décerner des diplômes de licence. Les universités publiques jouissent généralement d'une meilleure réputation au niveau national.

### Hong Kong
Huit établissements sont financés par le Comité des subventions universitaires. L'Académie des arts de la scène reçoit également un financement du gouvernement.
L'Open University de Hong Kong est également une université publique, mais elle est largement autofinancée. L'Université Shue Yan est la seule institution privée ayant le statut d'une université, mais elle reçoit également un soutien financier du gouvernement depuis qu'elle a le statut d'université.

### Inde
En Inde, la plupart des universités et presque tous les instituts de recherche sont publics. Il existe des collèges privés de premier cycle, principalement des écoles d'ingénieurs, mais la majorité d'entre eux sont affiliés à des universités publiques. Certaines de ces écoles privées sont également partiellement aidées par les gouvernements nationaux ou étatiques. L'Inde possède également une université publique « ouverte », l'Université nationale ouverte Indira Gandhi (IGNOU), qui propose principalement un enseignement à distance, et pour ce qui est du nombre d'étudiants inscrits, elle est désormais la plus grande université du monde avec plus de 4 millions d'étudiants.

### Indonésie
Il existe des instituts d'enseignement publics et privés en Indonésie. Le gouvernement (ministère de l'Éducation et de la Culture) fournit des universités publiques, des instituts, des lycées et des académies dans chaque province. Les établissements d'enseignement privé sont généralement gérés par des organisations religieuses, des organisations publiques et certaines grandes entreprises.

### Iran
Certaines des prestigieuses universités iraniennes sont publiques. Les universités publiques sont très sélectives.[réf. nécessaire]

### Israël
Il existe neuf universités publiques en Israël. En outre, il existe quelques dizaines de collèges et autres instituts d'enseignement supérieur, ainsi qu'une dizaine d'extensions universitaires étrangères. Tous sont encadrés par le Conseil de l'enseignement supérieur en Israël (CHEI). La principale différence entre une université et d'autres établissements supérieurs en Israël est que seule une université peut délivrer un doctorat. Théoriquement, un établissement supérieur d'enseignement peut demander au CHEI de rehausser son statut à celui d'une université.

### Japon
Au Japon, les universités réputées publiques sont des universités qui ne sont pas des universités nationales mais qui sont gérées par des gouvernements locaux, préfectoraux ou municipaux. Selon le ministère de l'Éducation, les universités publiques « offrent de plus grandes possibilités d'enseignement au niveau régional et jouent un rôle central de socle intellectuel et culturel pour une communauté régionale » et « contribuent à des activités sociales, économiques et développement culturel dans une région ». Le niveau régional y est donc favorisé.
En 2010, il y avait 95 universités publiques, contre 86 universités nationales et 597 universités privées, et 127 872 étudiants y fréquentaient les écoles universitaires.
Le nombre d'universités publiques a fortement augmenté depuis les années 2000 ; en 1980, il n'y avait que 34 universités publiques et en 1993, 46. Depuis juillet 2003, date d'entrée en vigueur de la loi sur les institutions administratives indépendantes locales, les universités publiques sont autorisées à être constituées en société. Les frais de scolarité moyens dans les universités publiques pour l'exercice 2007 étaient de 536 238 yens (moins de 5 000€), les frais d'entrée moyens de 399 351 yens et les frais de dossier moyens de 17 095 yens (environ 100 €).

### Kirghizistan
L'Université de Manas, l'unique université publique du Kirghizistan, est l'établissement public d'enseignement supérieur qui propose des diplômes d'associé, des diplômes de premier cycle et des diplômes d'études supérieures et post-universitaires.

### Macao
L'Université de Macao est la seule université publique de Macao. En outre, l’Institut polytechnique de Macao et l’Institut d’études sur le tourisme sont des établissements d'enseignement supérieur publics pouvant offrir un enseignement de premier cycle.

### Malaisie
Liste des universités en Malaisie
Il existe 20 universités publiques en Malaisie, qui sont financées par le gouvernement mais régies comme des institutions autogérées.

### Népal
L'Université Tribhuvan est la première université publique du Népal. L'université propose divers programmes dans un grand nombre de disciplines universitaires, six écoles différentes et fournit également une affiliation à divers collèges à travers le pays. L'Université de Katmandou est également publique ; elle fut fondée par une loi gouvernementale en 1991. L'université de Katmandou propose des matières nouvelles et exigeantes en particulier dans le domaine des sciences et de la technologie à travers différentes écoles. Une autre école financée par le gouvernement est l'Université de Pokhara. Créée en 1997 en vertu de la loi sur l'Université de Pokhara, c'est une institution autonome à but non lucratif, financée par l'État. L'Université de Pokhara est affiliée à environ 58 départements de niveau licence, maîtrise et de maîtrise en philosophie (« M.Phil. »). L'Université a déjà établi des relations avec 42 universités nationales et internationales.

### Pakistan

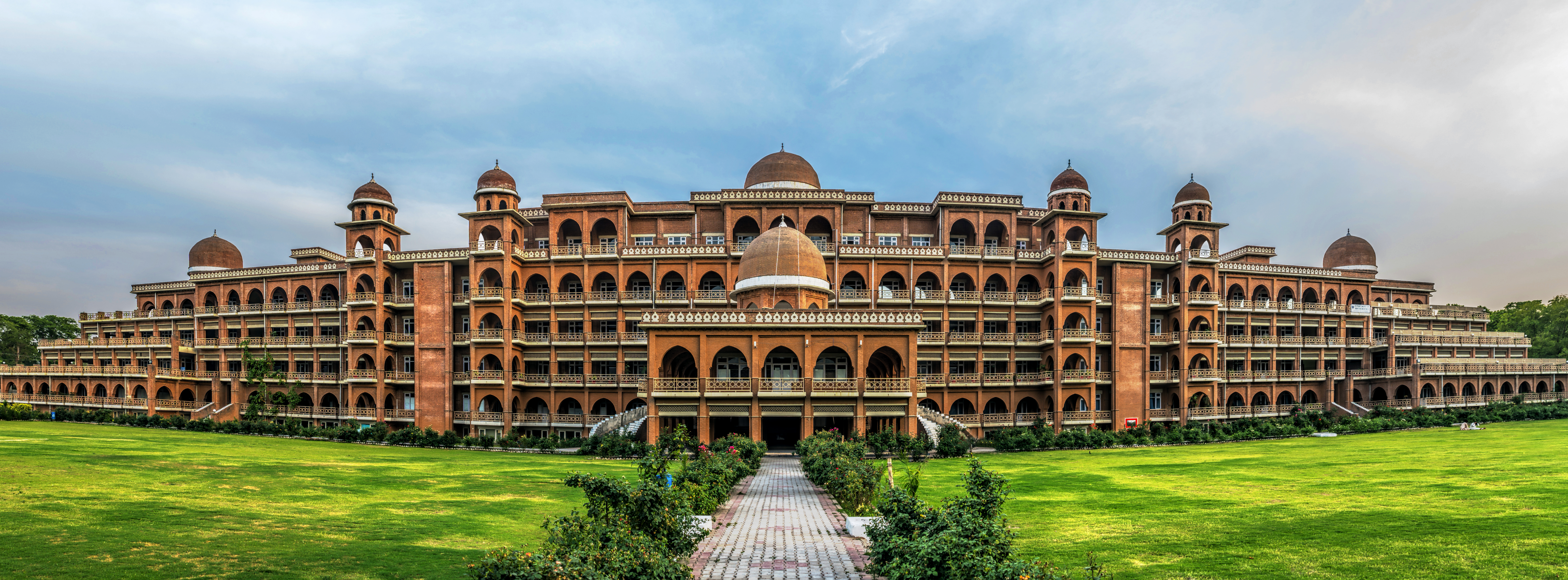
Université de Peshawar, Pakistan

Au Pakistan, les universités sont encadrées et reconnues par la Commission de l'enseignement supérieur (Pakistan) (HEC) (anciennement la University Grants Commission (Pakistan)). Il existe environ 107 universités publiques et 76 privées au Pakistan. L'Université du Pendjab est la plus grande université publique, suivie de l' Université de Karachi .

### Philippines
Les universités et collèges des Philippines sont contrôlés et gérés par la Commission de l’enseignement supérieur, en particulier l’ Université des Philippines. Il existe plus de 500 établissements d'enseignement supérieur gérés par le gouvernement, dont 436 sont des collèges et universités d'État, y compris des campus satellites, 31 collèges et universités locaux et une poignée de collèges communautaires. En 2008, grâce à la loi de la République 9500, l'Université des Philippines a été désignée comme Université nationale pour la distinguer de toutes les autres universités et collèges d'État.
Outre l'Université des Philippines, il existe d'autres collèges et universités d'État remarquables dans l'archipel. Il s'agit notamment de l'Université polytechnique des Philippines, de l'Université technologique des Philippines, de l'Université normale des Philippines et de l'Université d'État de Mindanao.
En 2008, les collèges et universités d'État ont un budget de 26,2 milliards (pesos philippins), dont 19,4 milliards sont financés par des subventions directes.

### Corée du Sud
En Corée du Sud, la plupart des universités publiques sont des universités nationales. Seule l' Université de Séoul est une université municipale.

### Sri Lanka
Au Sri Lanka, seules quinze universités sont des universités publiques, la plupart étant financées par le gouvernement via la Commission des subventions universitaires qui gère les placements de premier cycle et les nominations du personnel. Par conséquent, ce ne sont pas des institutions indépendantes.
Depuis les années 2010, un grand nombre d'établissements privés ont ouvert dans toute l'île.

### Taïwan
Taïwan compte plus de 150 universités (les deux tiers ont été créées après les années 80), mais seulement un tiers d'entre elles sont des universités publiques. Les frais de scolarité dans les universités publiques sont moins de la moitié de ceux des universités privées parce que le gouvernement de Taiwan accorde plus de financement aux universités publiques. En outre, il existe dix universités publiques (établies avant les années 1980) qui sont plus accréditées et plus prestigieuses à Taiwan ; la majorité des écoles de premier plan sont publiques. Par conséquent, la plupart des étudiants choisissent des universités publiques pour leurs études supérieures.

### Thaïlande

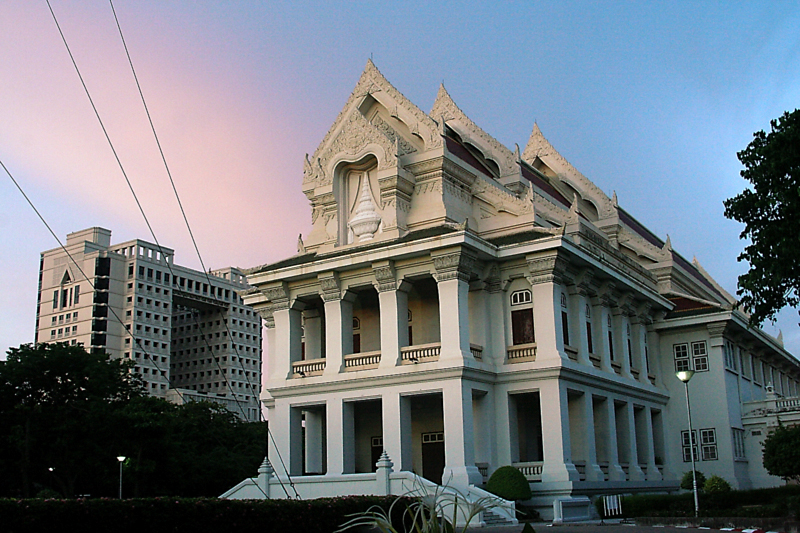
Auditorium principal de l'Université Chulalongkorn en Thaïlande

La Thaïlande compte 24 universités publiques.
À la fin du XIXe siècle, il y avait une forte demande de talents professionnels dans le gouvernement central de Thaïlande. Le Siam était une suite des réformes bureaucratiques du roi Rama V, qui visaient à transformer la société féodale thaïlandaise en un État modernisé. En 1899, le roi fonda l'École de formation des fonctionnaires civils (thaï : โรงเรียน สำหรับ ฝึกหัด วิชา ข้าราชการ ฝ่าย พลเรือน) près de la porte nord du palais royal. Ceux qui sortiraient de l'école deviendraient des pages royaux. Le page devait apprendre à administrer les sujets et résidences, en travaillant en étroite collaboration avec le roi, qui est un moyen traditionnel d'entrée dans la bureaucratie siamoise. Après avoir été pages royales, il a ensuite servi dans le ministère du Mahattai ou dans d'autres ministères du gouvernement.

## Europe

### Allemagne
La plupart des établissements d'enseignement supérieur sont publics et gérés par les Lander et tous les professeurs sont des fonctionnaires. En général, les universités publiques sont plus estimées que leurs homologues privées. De 1972 à 1998, les universités publiques étaient exemptes de frais de scolarité ; depuis lors, cependant, certains États ont adopté des frais de scolarité peu élevés.

### Autriche
La plupart des universités autrichiennes sont publiques. Les frais de scolarité sont également réglementés par l'État et sont les mêmes pour toutes les universités publiques. À l'exception de certaines études, notamment la médecine, toute personne qui réussit l'examen « Matura » a le droit de fréquenter n'importe quelle université publique. Les sujets dépassés introduiront des examens d'entrée que les étudiants doivent passer la première année ou avant de commencer le diplôme. En particulier, les matières scientifiques telles que la biologie, la chimie et la physique auront des examens difficiles au cours de la première année d'études qui introduisent une certaine barrière. Les étudiants doivent créer leurs propres horaires en suivant le programme de leur choix. Les universités offrent des options pour combiner les études et suivre des programmes adaptés individuellement, mais l'organisation est obligée envers l'étudiant et l'administration impliquée est élevée. Les universités privées existent depuis 1999 mais sont considérées comme plus ayant un moindre niveau que les universités publiques et ont donc généralement moins d'estime.

### Belgique

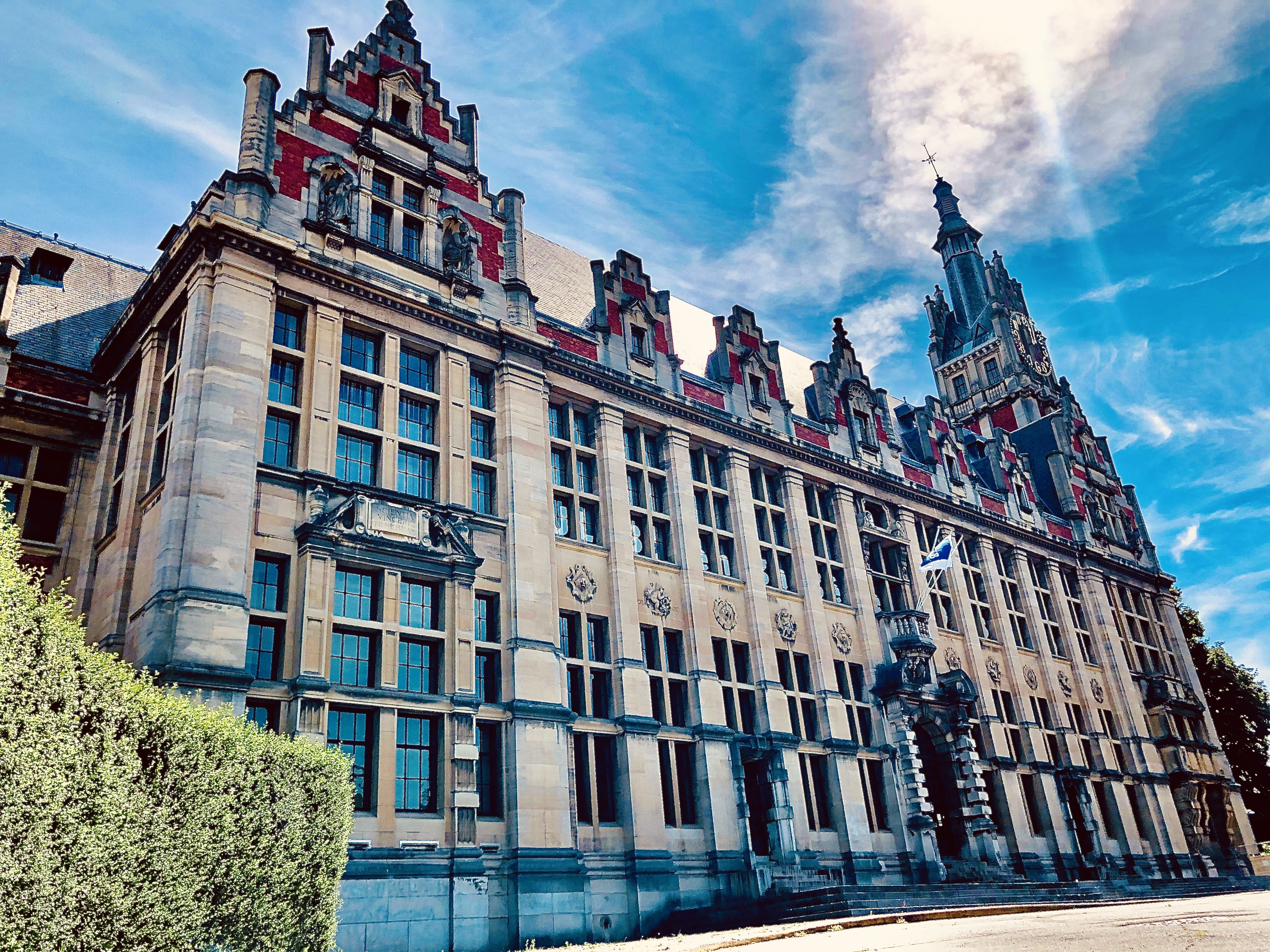
Siège de l'Université libre de Bruxelles

### Croatie
La plupart des universités sont publiques et gérées par l'État. Les étudiants académiquement performants ne paient que des frais administratifs (moins de 100 € par an). Seuls ceux qui échouent à plusieurs cours en une année et doivent les reprendre, paient des frais de scolarité partiels ou complets.

### Danemark
Presque toutes les universités y sont publiques et jouissent d'une plus grande estime que leurs homologues privées. La fréquentation universitaire est gratuite au Danemark.

### Espagne
Il existe au total 74 universités en Espagne. La plupart (52), y compris les plus prestigieuses, sont publiques et sont financées par la communauté autonome dans laquelle elles sont basées. En tant que tel, le financement de l'université peut différer (mais pas de manière significative) en fonction de leur région. Cependant, le gouvernement central établit par la loi des frais de scolarité homogènes pour toutes les universités publiques et, à ce titre, les frais universitaires sont bien inférieurs à ceux de leurs homologues privés.
Les frais de scolarité les plus élevés autorisés par la loi étaient, en 2010, de 14,97 euros par crédit académique, soit environ 840 euros / an pour un cours moyen à temps plein de 60 crédits ; les frais de scolarité dans les universités privées pouvant atteindre 18 000 € / an en comparaison.
Les universités publiques appartiennent à l'État mais jouissent d'un degré considérable d'indépendance en matière de gouvernance ; elles ne peuvent cependant pas utiliser librement leurs actifs (c'est-à-dire acheter et vendre des actifs comme le ferait une société privée) et sont soumis au droit administratif espagnol comme tout autre organisme public de l'État. À leur tour, les administrateurs des universités publiques, les chargés de cours et les professeurs se voient accorder le statut de fonctionnaire, qui sert de mandat car ce n'est que dans des circonstances exceptionnelles et très justifiées qu'un fonctionnaire peut perdre son emploi en vertu de la loi espagnole.
Le financement de la recherche peut être alloué soit par la communauté autonome, soit par le gouvernement central ; dans le premier cas, le montant et les conditions de financement varient considérablement d'une communauté autonome à l'autre.

### Finlande
Toutes les universités y sont publiques et gratuites.

### France

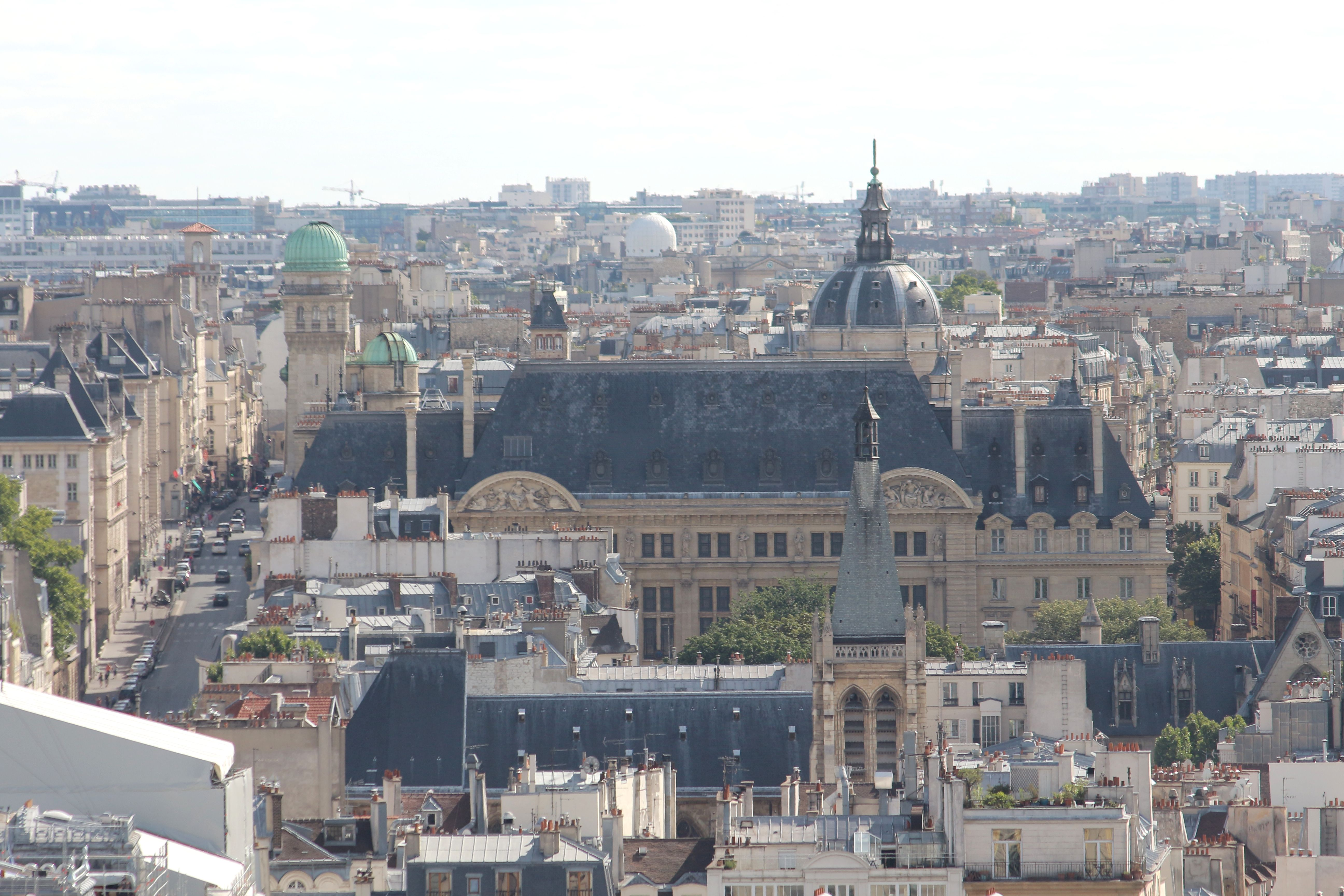
Bâtiment et dômes historiques de La Sorbonne, Paris.

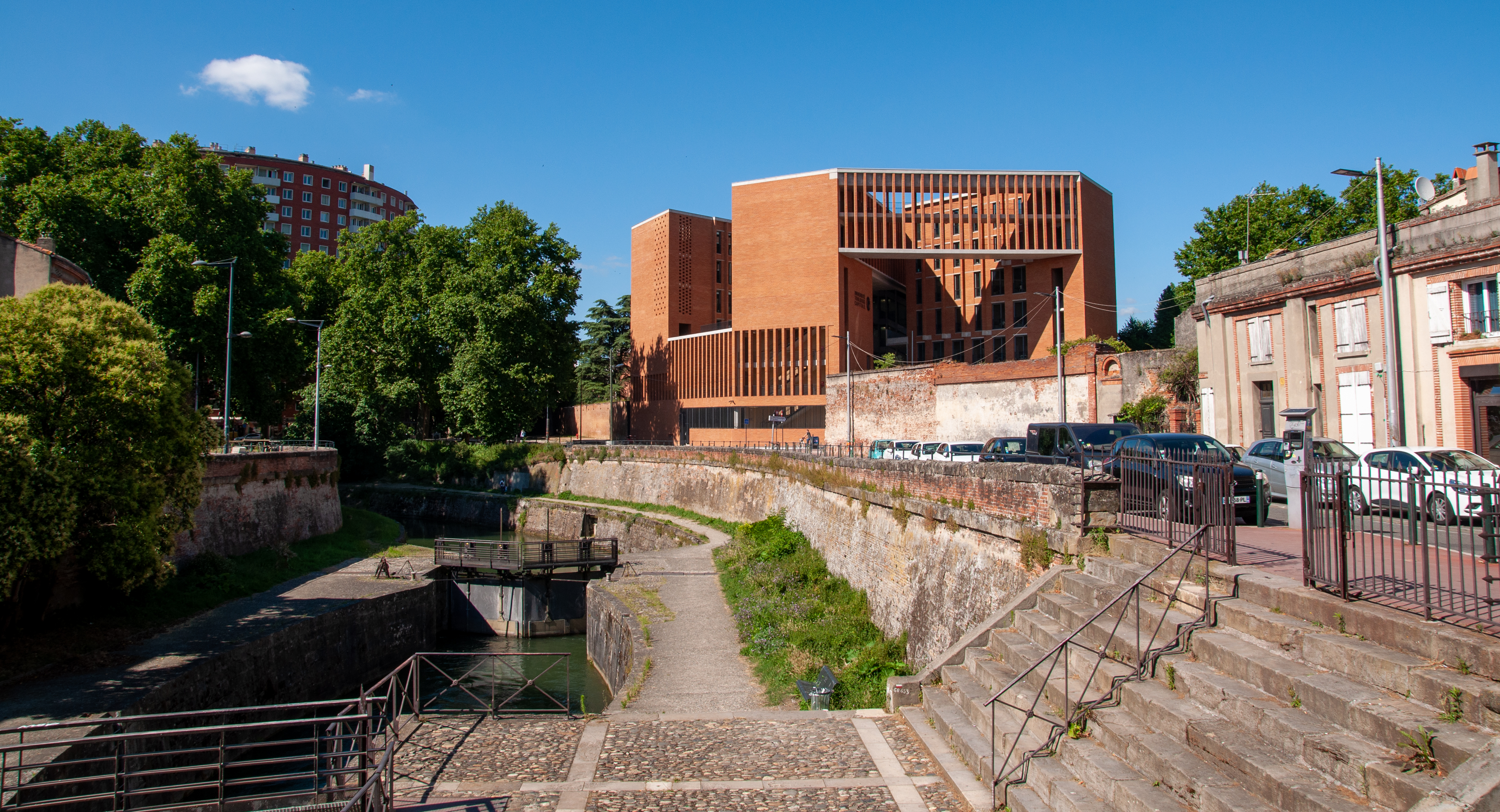
Un campus de l'Université de Toulouse

La plupart des établissements d'enseignement supérieur (universités et grandes écoles) sont publiques et facturent des frais de scolarité modestes (moins de 1 000 € par an). Les principales exceptions sont les écoles de commerce telles que HEC School of Management. L'article L731-14 du Code de l'éducation précise que « les établissements privés d'enseignement supérieur ne peuvent en aucun cas porter le titre d'université ».
Cependant, de nombreuses institutions privées telles que l'Université catholique de Lyon revendiquent « université » comme un nom commercial.

### Grèce
En Grèce, selon la Constitution, tous les établissements d'enseignement supérieur sont des universités qui comprennent des universités, des universités techniques (universités polytechniques), anciennement des instituts d'enseignement technologique (1982-2019) ou instituts de technologie, et des établissements d'enseignement supérieur spécialisés.
Les programmes de premier cycle des établissements d'enseignement supérieur (EES) sont financés par le gouvernement et offrent un enseignement gratuit qui peut être suivi gratuitement, sans aucun paiement de frais de scolarité. Environ un quart programmes de troisième cycle des EES offerts gratuitement sans frais de scolarité, ainsi qu'un pourcentage de 30 % d'étudiants peuvent avoir droit sans frais de scolarité (étudiants non payants) à suivre tous les frais de scolarité statutaires.
Les établissements d'enseignement supérieur privés (universités, collèges et autres établissements d'enseignement supérieur de type) ne peuvent pas être considérés comme des universités grecques ni reconnus comme des organismes délivrant des diplômes en Grèce.

### Irlande
En Irlande, presque toutes les universités, instituts de technologie, collèges d'enseignement et quelques autres établissements de troisième niveau sont publics, et l'État paie les frais de formation de ses étudiants de premier cycle. Il existe quelques établissements privés d'enseignement supérieur, par exemple le National College of Ireland, mais aucun d'entre eux n'a le statut d'université ; ils sont hautement spécialisés.

### Italie
Quasiment l'intégralité des universités sont publiques, mais elles jouissent d'une autonomie institutionnelle de jure (limitée par l'État dans la pratique, comme en Grèce). La majorité des fonds provenaient de l'État et, par conséquent, les étudiants paient des frais de scolarité assez bas (similairement à la France), décidés par chaque université et liés principalement à la richesse familiale de l'étudiant, au cours et aux performances de l'étudiant aux examens. Quelques bourses, tant au niveau du premier cycle que du troisième cycle, sont également disponibles pour les meilleurs étudiants à faible revenu.
Le financement privé, même pour la recherche, varie de faible à inexistant, par rapport à la plupart des autres pays européens.

### Pays-Bas
Presque toutes les universités y sont publiques et sont largement financées par le ministère de l'Éducation. Les citoyens néerlandais et les citoyens d'autres pays de l'Union européenne qui s'inscrivent pour leur premier baccalauréat et / ou premier diplôme de niveau Master sont soumis à des frais de scolarité annuels ajustés annuellement, indépendamment de l'université ou du programme. La redevance pour l'étudiant a été fixée à 1 951 euros en 2015; ce qui en fait l'un des pays européens les plus chers.
Les étudiants non membres de l'Union européenne et les étudiants qui souhaitent terminer un deuxième baccalauréat ou une maîtrise paient les « frais de scolarité juridique » qui devraient couvrir les frais supplémentaires de l'étudiant, qui ne sont plus financés par le gouvernement. Ces frais varient entre environ 7 000 (pour les programmes de licence relativement bon marché) et 30 000 euros (pour les programmes de master en médecine) par an.
Toutes les universités y sont supervisées par le ministère de l'Éducation, même les universités privées.

### Norvège
Presque toutes les universités sont publiques et financées par l'État.

### Pologne
Les universités sont divisées en quelques catégories ; les universités privées qui sont gérées par des citoyens privés, des sociétés ou des entreprises, et les universités publiques créées par des lois du Parlement.
L'état paie l'intégralité des frais de scolarité. La plupart des universités privées facturent des frais de scolarité directement aux étudiants ; ces établissements sont généralement moins respectés que les universités publiques.
Un petit nombre d'universités privées ne facturent pas de frais, comme l'Université catholique Jean-Paul II de Lublin, fondée en 1918 et propriété de l'épiscopat catholique romain de Pologne ; l'État polonais y règle tous les frais.

### Portugal
Il existe 13 universités publiques, un institut universitaire et une université à distance. L'enseignement supérieur au Portugal dispensé par des établissements publics n'est pas gratuit, car des frais de scolarité doivent être payés, bien qu'ils soient bien inférieurs aux frais de scolarité des établissements privés. Les frais de scolarité les plus élevés autorisés par la loi dans les universités publiques sont de 871,52 € par an, à partir de 2019.
Les universités publiques comprennent certains des établissements d'enseignement supérieur les plus sélectifs et les plus exigeants du pays, réputés pour leur compétitivité élevée et leur réputation à l'échelle nationale.

### Russie
En Russie, environ 7,5 millions d'étudiants étudient dans des milliers d'universités.

### Serbie
Une grande majorité d'étudiants (plus de 85 %) étudient dans des universités publiques gérées par l'État. Les étudiants académiquement performants ne paient que des frais administratifs (moins de 100 € par an), tandis que ceux qui échouent à plusieurs cours en un an et doivent les reprendre, paient des frais de scolarité partiels ou complets (allant de 500 € à 2000 € par an).
Les universités privées existent depuis 1989 mais sont considérées comme plus faciles que les universités publiques et reçoivent donc moins d'estime.

### Suède
La plupart des universités sont publiques. L'éducation en Suède est normalement gratuite, il n'y a donc pas de frais de scolarité dans aucune université en Suède.

### Suisse

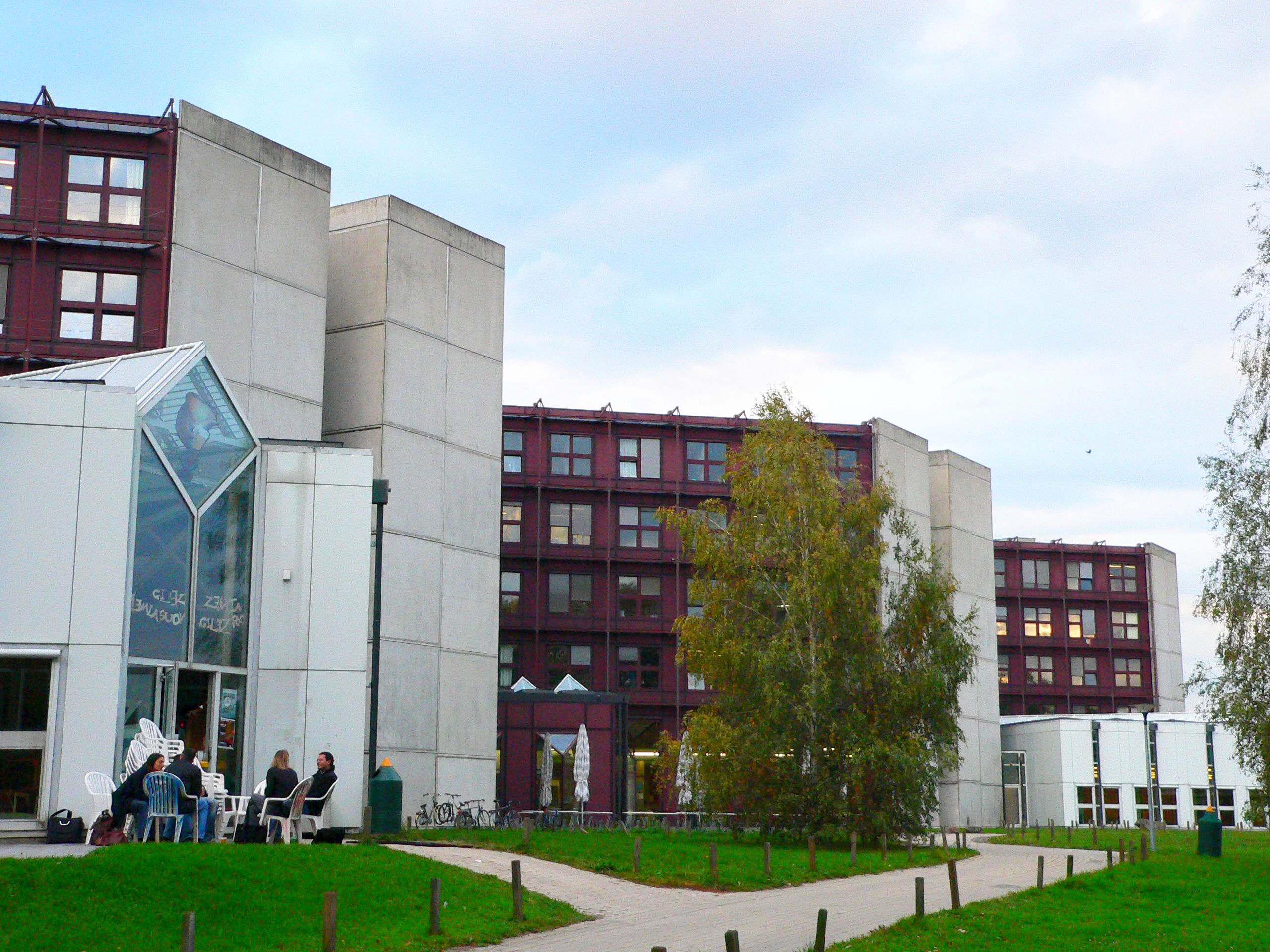
Campus de l'Université de Lausanne

### Royaume-Uni

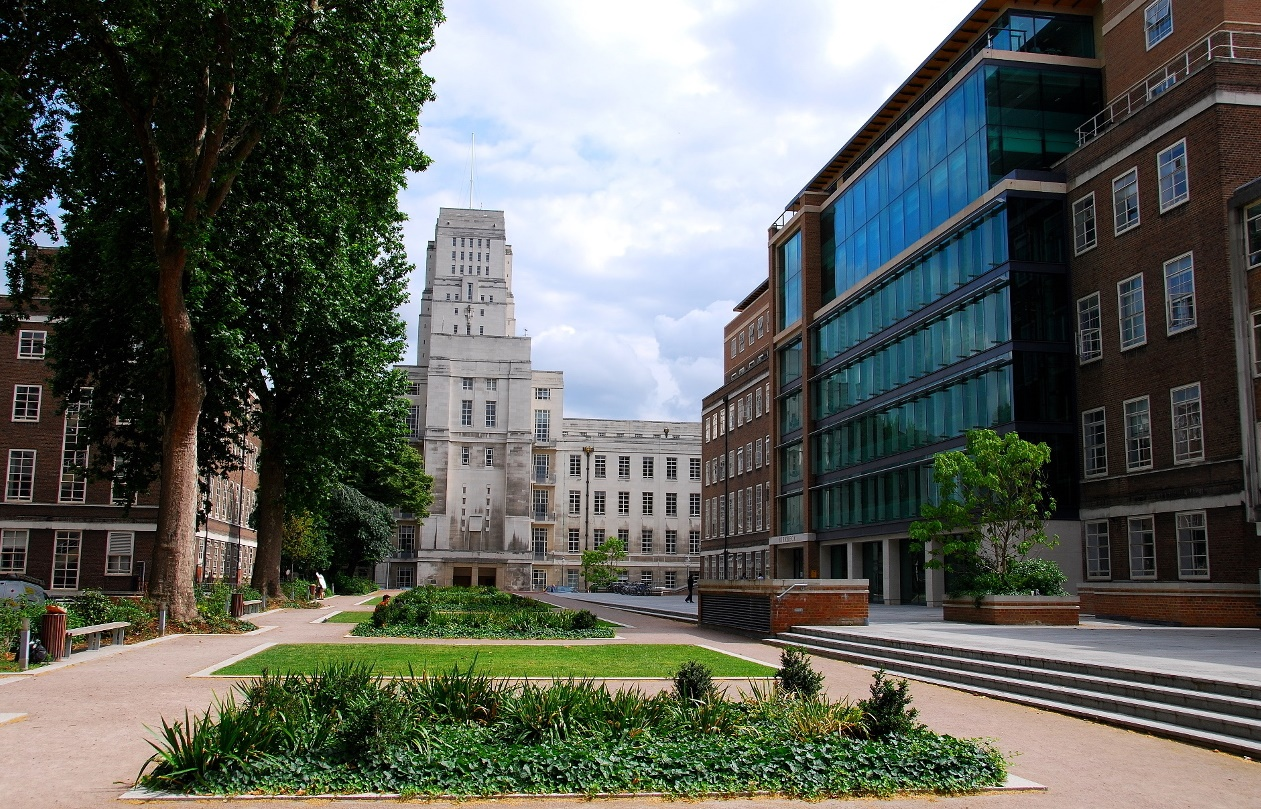
Birkbeck, Université de Londres, à côté du Sénat.

Au Royaume-Uni, toutes les universités sont des organismes autonomes, juridiquement indépendants de l'État. Cependant, les universités et autres établissements d'enseignement supérieur sont réglementés et les universités peuvent être considérées comme des organismes d'intérêt publics dans une certaine limite.
Le degré de réglementation varie entre les pays du Royaume-Uni et varie en fonction de la forme constitutionnelle de l'université et du fait qu'elle bénéficie d'un financement public. La subvention par l'état de ces établissements y est particulièrement plus faible que chez ses voisins européens.
Historiquement, l' Université de Londres était une véritable université publique depuis sa création en tant que jury d'examen en 1836 jusqu'à sa reconstitution en tant qu'université d'enseignement plus traditionnelle en 1900. Il a été décrit comme « ce qu'on appellerait aujourd'hui un quango », fonctionnant à partir des locaux du gouvernement, doté de fonctionnaires et directement responsable devant le Trésor de ses dépenses,.

### Turquie
Pour l'année universitaire 2016, il y a au total 183 universités et académies en Turquie : 118 d'entre elles sont des universités d'État (dont cinq sont des universités techniques, dont deux sont des instituts de technologie et une est l'université des beaux-arts).
Les établissements d'enseignement supérieur de Turquie, gouvernés par le ministère de l'Enseignement supérieur ou « ministère YOK », acceptent de plus en plus d'étudiants internationaux. Sur les 65 universités de fondation privées actuelles (dont sept sont des établissements subventionnaires de deux ans). En outre, il existe une catégorie dite « spéciale » comprenant quatre académies militaires et une académie de police.

## Océanie

### Australie
En Australie, il existe 37 universités publiques et 5 universités privées. Les universités privées sont l'Université de Bond, l'Université de Notre Dame d'Australie, l'Université de Divinité et l' Université de Torrens en Australie, avec une université privée internationale avec un campus à Adélaïde : l'Université Carnegie Mellon, Australie (États-Unis). Adelaide avait autrefois des campus de l'Université de Cranfield (Royaume-Uni) (2007-2010) et de l' University College London (Royaume-Uni) (2010-2017).

### Nouvelle-Zélande
Les huit universités du pays sont publiques. Le financement public est notamment soutenu par des bourses de recherche.
La plus ancienne, l'Université d'Otago, a été créée en 1869 par ordonnance provinciale.
De 1870 à 1961, il y avait en fait une seule structure universitaire - l' Université de Nouvelle-Zélande - avec des collèges constituants situés à Auckland, Wellington, Christchurch et Dunedin. En 1961, les collèges constituants ont été dissous en quatre universités indépendantes par le Parlement néo-zélandais pour devenir l' Université d'Auckland, l'Université Victoria de Wellington, l' Université de Canterbury et l' Université d'Otago. Ce changement a également créé une nouvelle université à Hamilton, l'Université de Waikato.
Deux collèges agricoles associés - Massey et Lincoln - sont ensuite devenus des universités en 1963 et 1990 respectivement. Une huitième université (Auckland University of Technology) a été créée en 2000 par un décret en conseil en vertu de la loi de 1989 sur l'éducation .

## Amériques
En Argentine, les universités nationales, également appelées « universités publiques », sont le nom utilisé pour désigner toutes les institutions dont la création est née de la promulgation d'une loi sur le Congrès national, à l'exception de celles dont la création a précédé celle de l'État lui-même (comme c'est le cas de l' Université nationale de Córdoba et de l' Université de Buenos Aires ).
Ces universités sont des entités juridiques de droit public et le financement de leur fonctionnement régulier provient de l'État, conformément à ce qui est énoncé dans la loi de finances nationale annuelle.
Les universités publiques sont absolument gratuites (aucuns frais ne sont payés pendant les études), tout comme l'accès aux livres dans les bibliothèques des universités. L'achat dans les librairies et le matériel d'étude (comme les photocopies de livres qui sont très courants) sont cependant généralement payés par chaque étudiant. Pour les étudiants à faible revenu, il existe une grande variété de bourses.

### Brésil

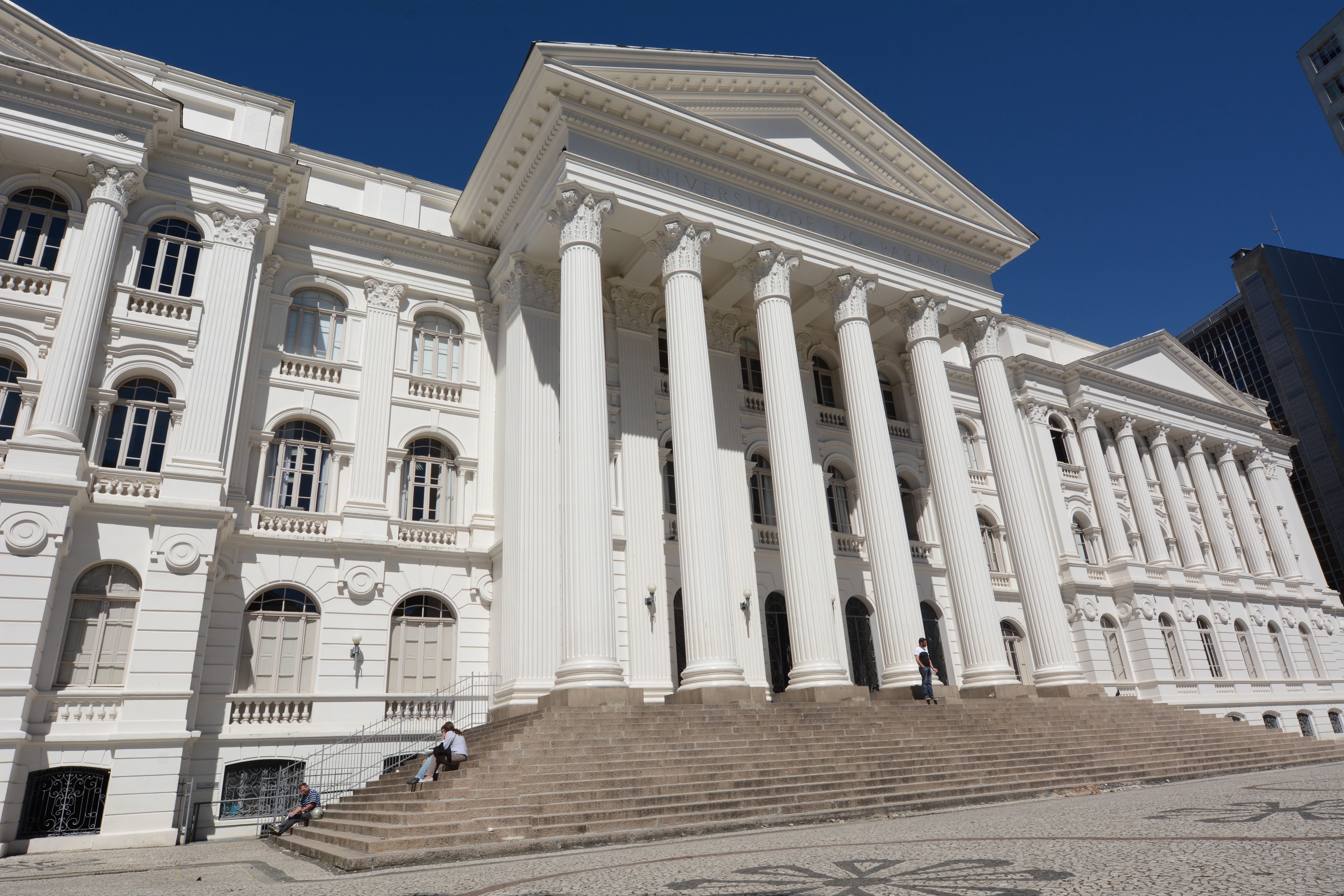
Université fédérale du Paraná, à Curitiba, Brésil

Au Brésil, il y a quelques centaines d' universités publiques financées par les gouvernements fédéral ou de l'État, et ils comprennent les plus grandes universités du pays, comme l'Université de São Paulo, Université de Campinas, l'Université Fédérale de Rio Grande do Sul, fédéral Université de Rio de Janeiro, Université fédérale de Minas Gerais, Université fédérale de Bahia et instituts fédéraux. Les professeurs sont des fonctionnaires, pour la plupart titulaires et sélectionnés dans le cadre de concours publics, où les publications de recherche internationales constituent un critère majeur de recrutement. La charge d'enseignement est généralement modeste et laisse du temps à la recherche.
En revanche, la plupart des institutions privées sont des entreprises à but lucratif qui embauchent des enseignants à l'heure et produisent peu de recherches par rapport aux institutions publiques, les exceptions notables sont certaines universités privées mais à but non lucratif, principalement affiliées à des organisations religieuses, telles que l'Université presbytérienne Mackenzie de São Paulo et l' Université pontificale catholique de Rio de Janeiro .
Les universités publiques sont chargées de délivrer une grande majorité des diplômes d'études supérieures au Brésil, tels que le doctorat et la maîtrise (appelés respectivement en portugais « doutorado » et « mestrado »). Ces programmes d'études supérieures dans les universités publiques sont également la principale source de recherche universitaire brésilienne. Il n'y a pas de frais de scolarité ou d'entrée dans les universités publiques (un droit établi dans la Constitution fédérale brésilienne), mais comme ils ont des milliers de candidats chaque année, seuls les meilleurs étudiants peuvent passer les examens d'entrée, soit le vestibulaire (un test spécifique pour chaque université) ou l’ ENEM. Dans de nombreuses universités, il existe des quotas pour les étudiants dont l'enseignement secondaire (lycée) a été entièrement fait dans une école financée par l'État (généralement, le quota est de 50%), et il existe également des quotas raciaux, mais généralement limités aux étudiants du lycée public aussi.
Certaines universités, comme l' UFMG, la plus grande université fédérale du Brésil, accordent des points supplémentaires dans leurs tests d'admission au lieu de quotas. À l'UFMG, un lycéen issu du public se voit accorder un bonus de 10% sur sa note de test, s'il accepte auparavant de bénéficier de cet avantage. Les élèves des écoles publiques qui se déclarent noirs ou « pardos » (race mixte) ont un bonus de 15%, s'ils acceptent auparavant de recevoir des avantages basés sur la race.
L'enseignement supérieur financé par l'État s'est beaucoup développé depuis les années 2000. Depuis 2005, le gouvernement brésilien offre un nombre limité de bourses de scolarité pour permettre aux étudiants défavorisés de fréquenter les universités privées.

### Canada
Au Canada, l'éducation est une responsabilité constitutionnelle des provinces individuelles. De nombreuses premières universités étaient dotées de dotations privées (ex: McGill) ou fondée par des confessions religieuses (ex: Laval, Saint Mary's, Queen's, Dalhousie, Mount Allison, McMaster, Ottawa), mais au XXe siècle, elle est devenue laïque et financée par l'État.
Les gouvernements provinciaux ont créé l' Université de Toronto sur le modèle d' Oxbridge et ailleurs (Alberta, Manitoba, etc.) sur le modèle des universités d'État américaines. Toutes les grandes universités canadiennes sont maintenant financées par l'État, mais conservent une autonomie institutionnelle, avec la capacité de décider de l'admission, des frais de scolarité et de la gouvernance.

### Chili

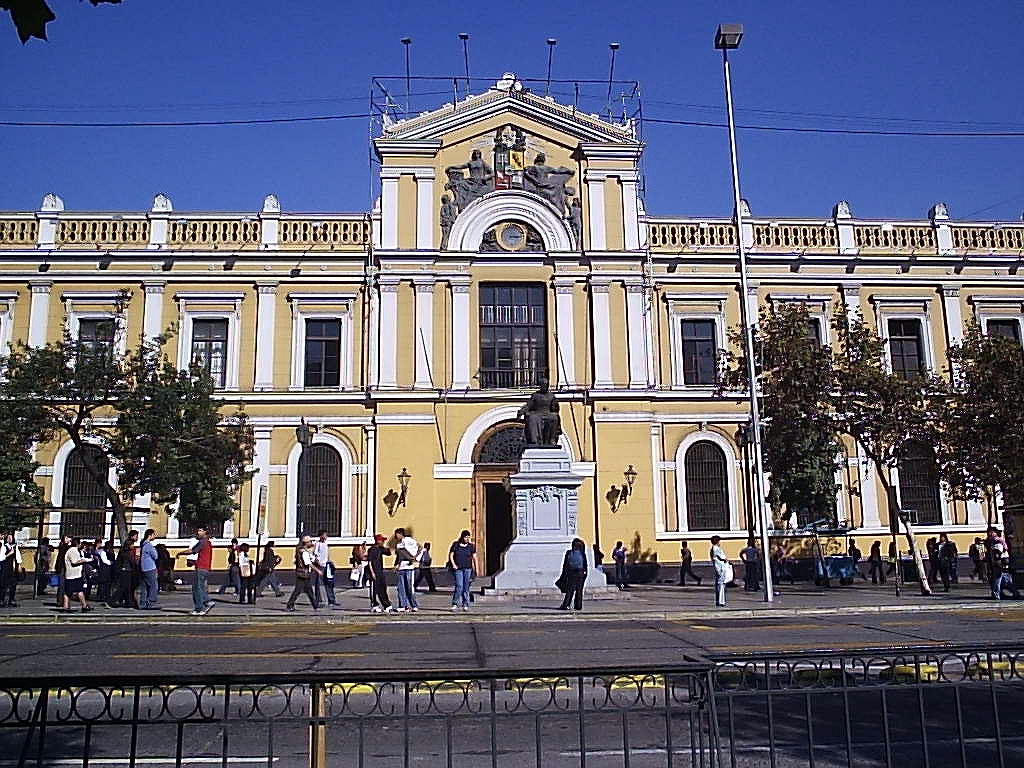
Casa Central (siège social), Universidad de Chile

Au Chili, les anciennes universités dites «traditionnelles» sont plus prestigieuses que celles créées après 1980. Même si certaines de ces universités «traditionnelles» sont des entités privées à but non lucratif, elles appartiennent au même conseil universitaire supérieur appelé Consejo de Rectores (Conseil des chanceliers); le Consejo de Rectores gère son propre système d'admission appelé Prueba de Selección Universitaria ou PSU, qui est à peu près similaire à SAT . Même si les universités publiques sont beaucoup moins chères que les universités privées, elles ne sont pas gratuites pour les étudiants. Il est remarquable que le Chili ne dépense que 4% dans l'éducation, contre 7% du PIB recommandé par l'ONU pour les pays développés.
Au Chili, le financement de l'enseignement supérieur, privé et public, est assuré à 75% par l'effort personnel des familles. Les universités les plus prestigieuses du Chili sont l'Universidad de Chile gérée par l'État, la Pontificia Universidad Católica de Chile, l'Universidad de Concepción et la Universidad Técnica Federico Santa María. Ces quatre universités admettent la le plus grand nombre d'étudiants ayant obtenu des scores élevés au test d'admission PSU et sont responsables de la plus grande partie de la recherche (avec l'Université du Chili en tête). Les universités non traditionnelles sont, pour la plupart, des universités à but lucratif et, à quelques exceptions près, n'ont pas le même prestige que les universités «traditionnelles» ci-dessus

### Costa Rica
Au Costa Rica, l' Université du Costa Rica, l'Universidad Nacional, l'Universidad Estatal a Distancia, l'Universidad Técnica Nacional et la Technological of Costa Rica, toutes les universités publiques, sont parmi les institutions les plus prestigieuses, tandis que l'Université pour la paix, parrainée par l'ONU et le INCAE Business School (avec des campus au Nicaragua et au Costa Rica) sont également remarquables.

### Mexique

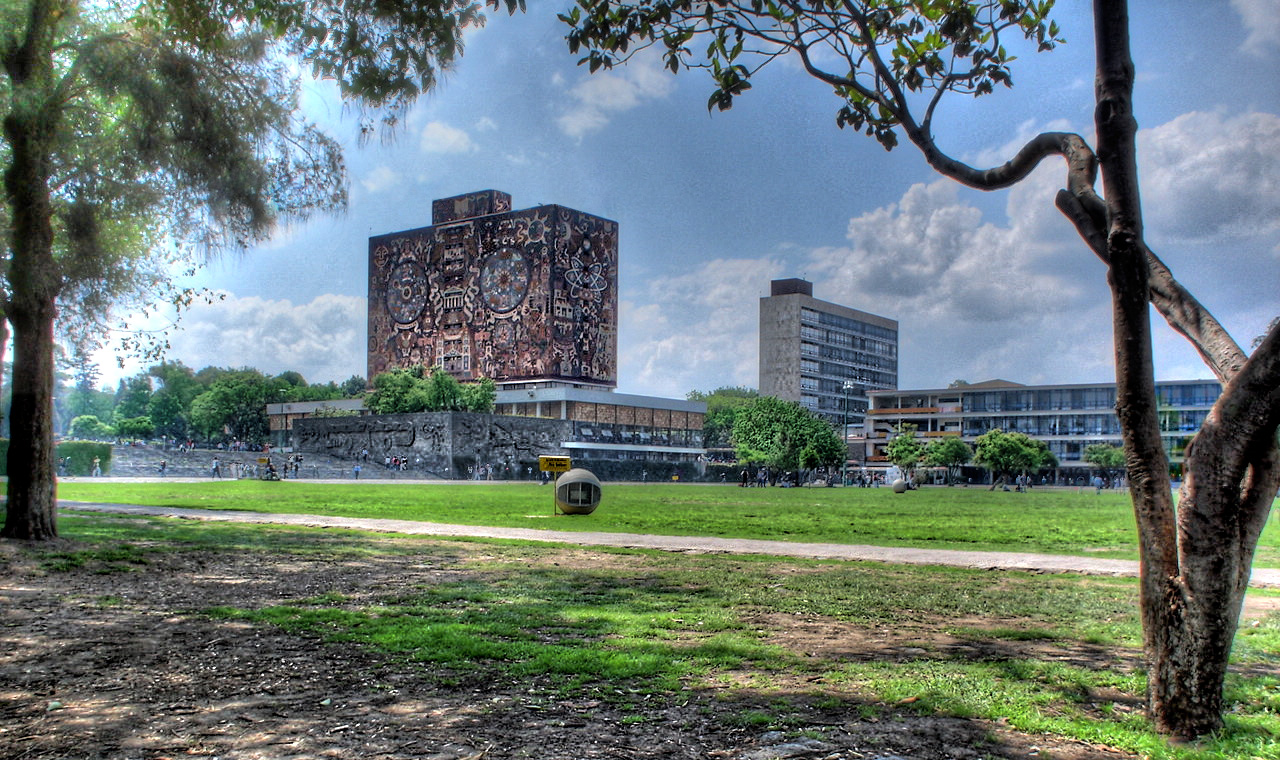
Campus UNAM à Mexico

Au Mexique, l'UNAM (Universidad Nacional Autónoma de México), parfois simplement connue sous le nom d'«Université nationale du Mexique», a été fondée en 1910. C'est la plus grande université du pays et l'une des plus grandes au monde avec plus de 250 000 étudiants, y compris son système de lycées. En pourcentage, il contribue le plus à la recherche universitaire et au développement culturel du pays, bien qu'il existe d'autres institutions publiques importantes telles que l' Instituto Politécnico Nacional et les universités gérées par l'État fédéral.

### Pérou

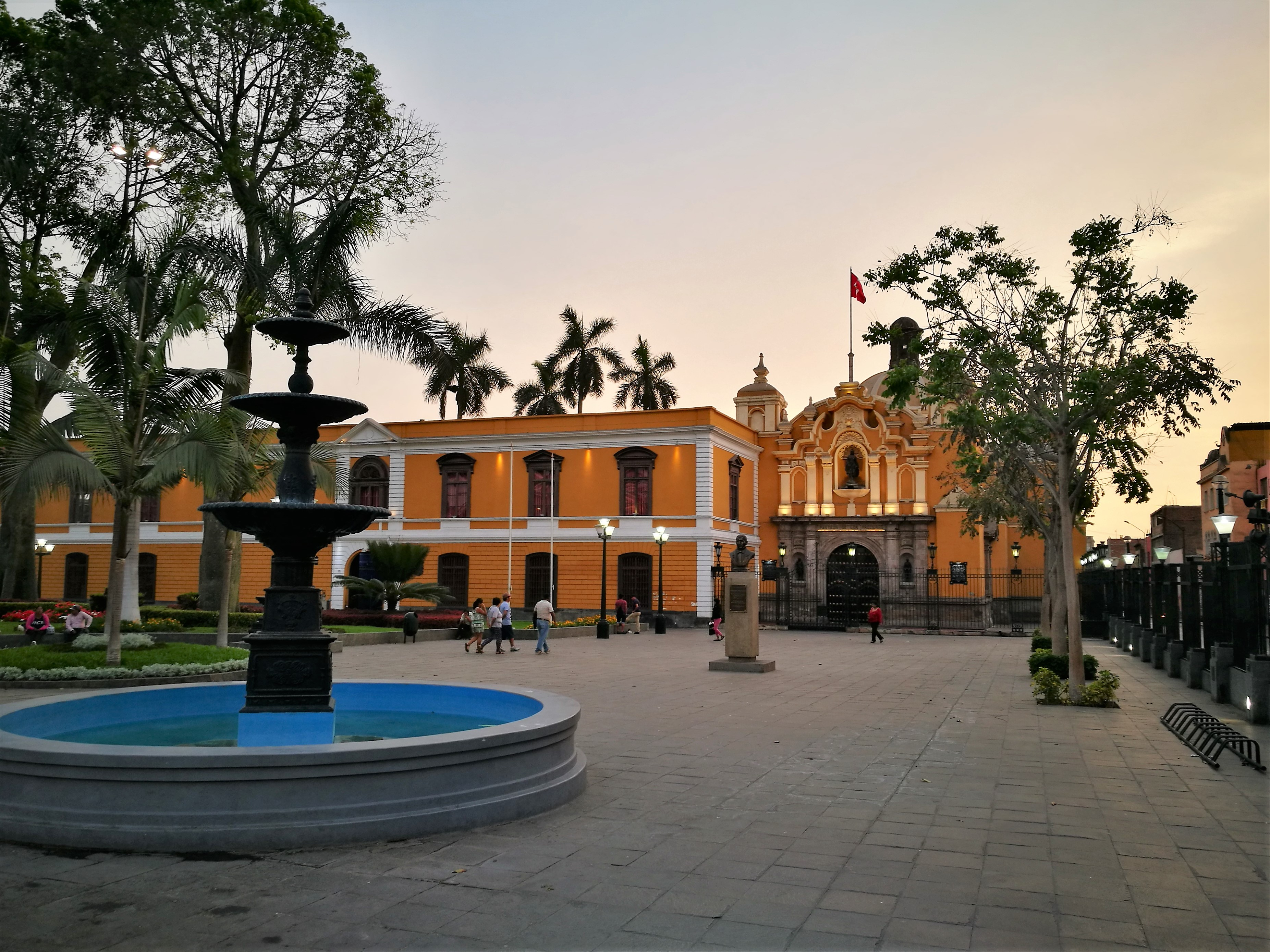
L' Université nationale de San Marcos est la plus ancienne université en activité des Amériques.

Au Pérou, le test d'admission requis pour entrer dans les universités nationales (publiques) exige des scores plus élevés. L'opinion publique le voit depuis l' Université nationale de San Marcos, vieille de quatre siècles (la plus ancienne université des Amériques, fondée en mai 1551), qu'elle a considérée comme l'établissement d'enseignement public le plus respecté du pays. De nombreuses autres universités publiques suivent également le même modèle rigoureux utilisé à l'université de San Marcos, comme l'Université nationale agraire, l' Université nationale d'ingénierie et l'Université Federico Villarreal.

### États-Unis

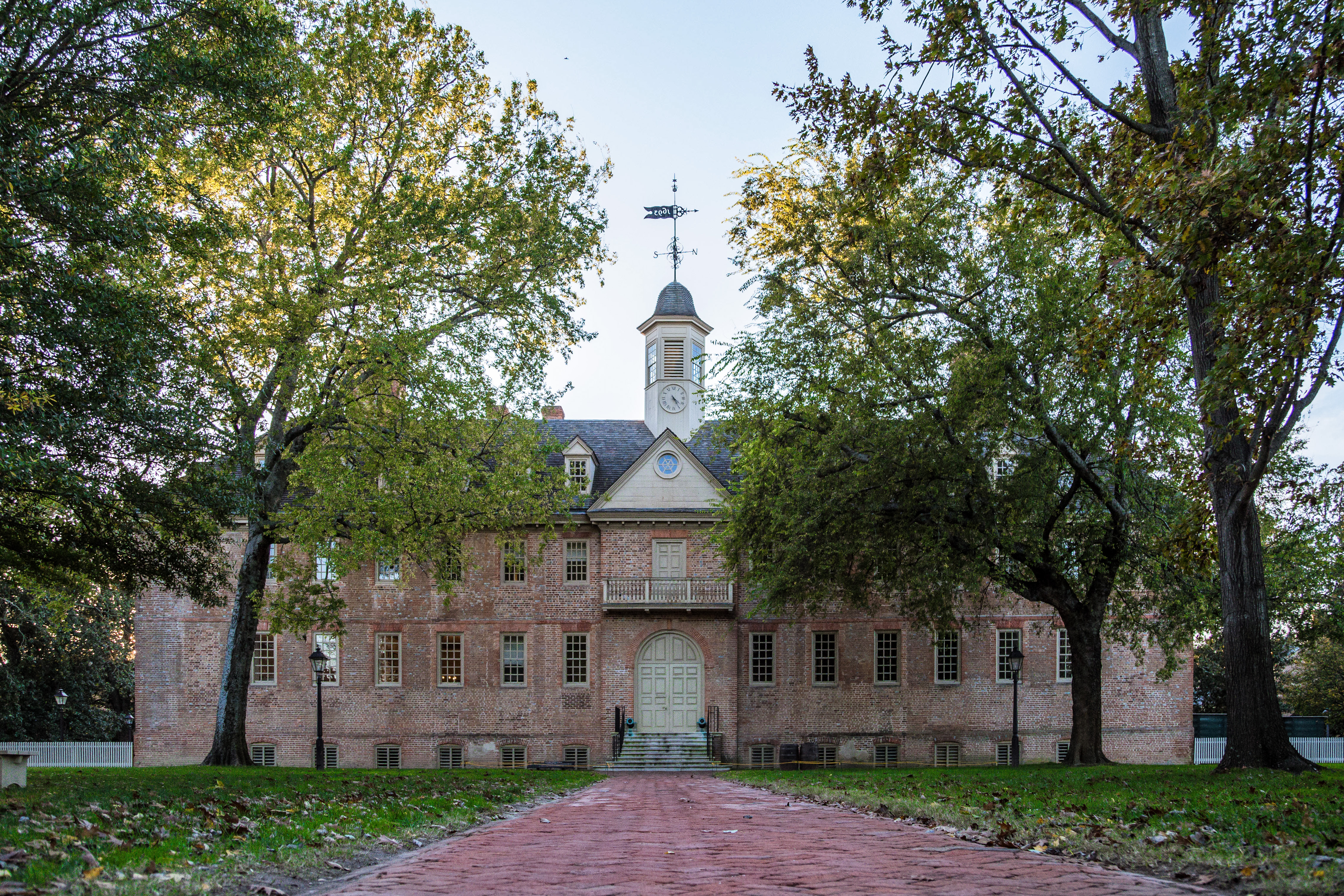
Le College of William & Mary est l'une des plus anciennes universités publiques des États-Unis

Aux États-Unis, la plupart des universités publiques sont les universités publiques fondées et gérées par l'Etat des entités gouvernementales.
Les États facturent généralement des frais de scolarité plus élevés aux étudiants étrangers. Les frais de scolarité plus élevés reposent sur la théorie selon laquelle les étudiants de l'État, ou bien plus souvent leurs parents, ont contribué à subventionner l'université en payant des impôts de l'État, contrairement aux étudiants hors de l'État et à leurs parents.
Chaque État américain a au moins une université publique à son nom, et les plus grands États en ont plus de trente. Cela s'explique en partie par les Morrill Land-Grant Acts de 1862, qui donnaient à chaque État éligible 30 000 acres (120 km²) de terres fédérales à vendre pour financer des institutions publiques proposant des cours d'études dans des domaines pratiques en plus des arts libéraux. Avec l'aide de la loi sur les droits civils de 1964, de la loi sur l' enseignement supérieur de 1965 et des amendements sur l' éducation de 1972, les universités publiques sont devenues encore plus accessibles aux femmes, aux minorités et aux candidats à faible revenu.
Selon une étude de 2020 sur le système universitaire d'État dans l'État américain de Géorgie, l'accès aux universités publiques a eu des impacts économiques massivement positifs sur les étudiants, ainsi que des avantages fiscaux nets pour l'État de Géorgie.
Les plus anciennes universités publiques des États-Unis sont l'Université de Caroline du Nord à Chapel Hill, le College of William & Mary et l'Université de Géorgie. Le College of William & Mary, fondé en 1693, et l'Université Rutgers, fondée en 1766, étaient deux des neuf collèges coloniaux.

#### Porto Rico

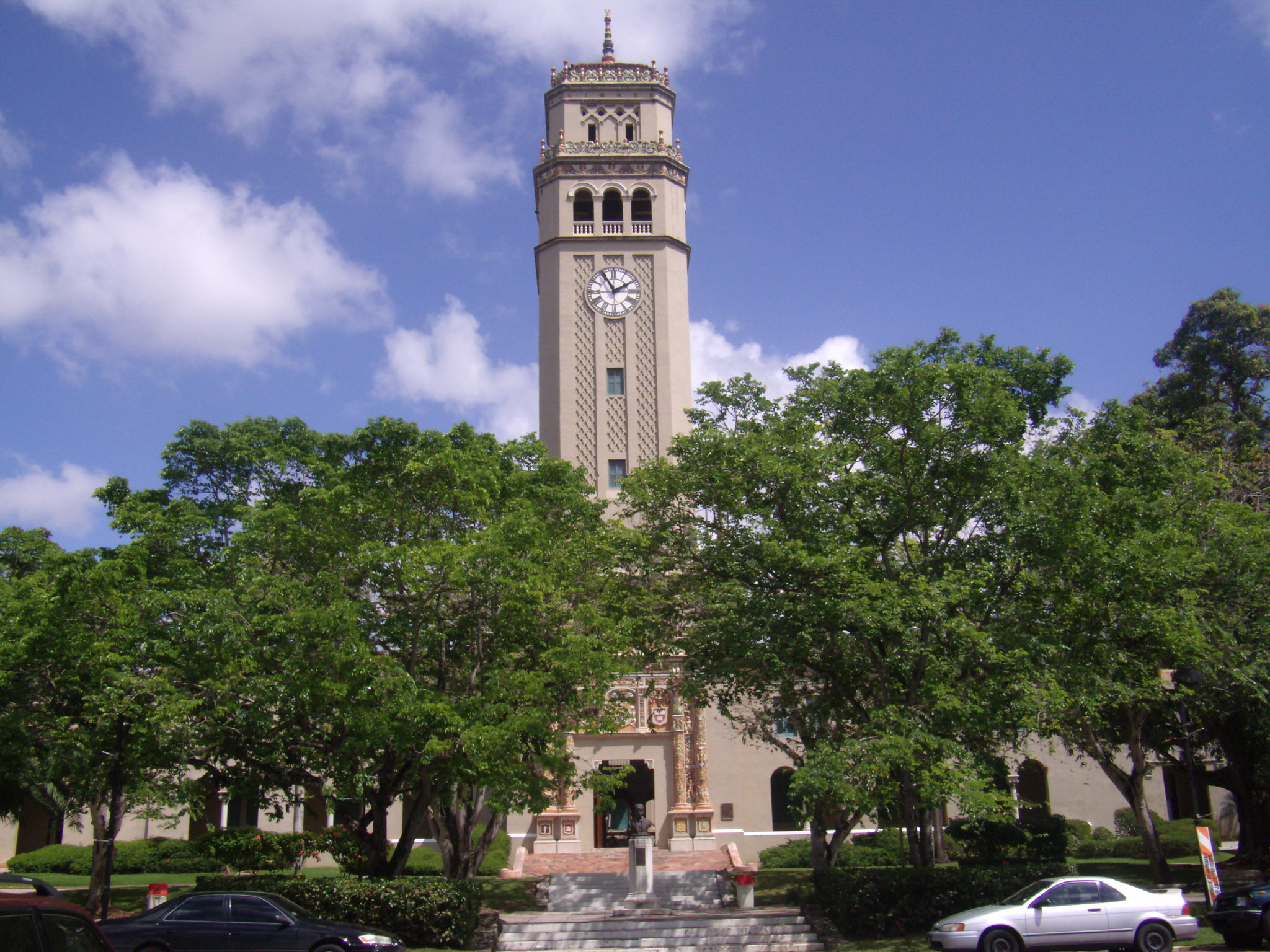
Quadrangle historique, Université de Porto Rico, Campus Río Piedras.

## Voir également
- Université privée
- Système éducatif
- Classement des universités francophones